# Phacelia viscida
Phacelia viscida är en strävbladig växtart som först beskrevs av George Bentham och John Lindley, och fick sitt nu gällande namn av John Torrey. Phacelia viscida ingår i faceliasläktet som ingår i familjen strävbladiga växter. Arten förekommer tillfälligt i Sverige, men reproducerar sig inte. Inga underarter finns listade i Catalogue of Life.

## Bildgalleri

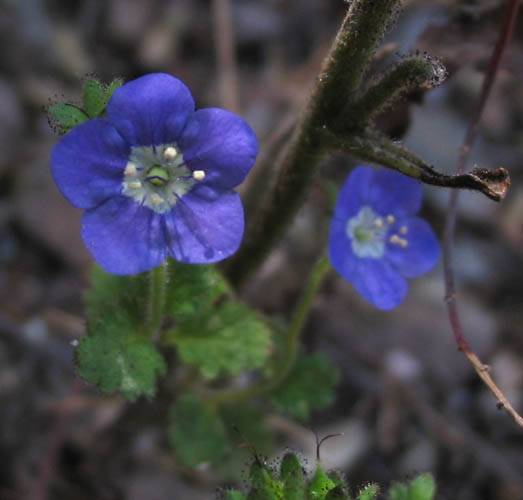
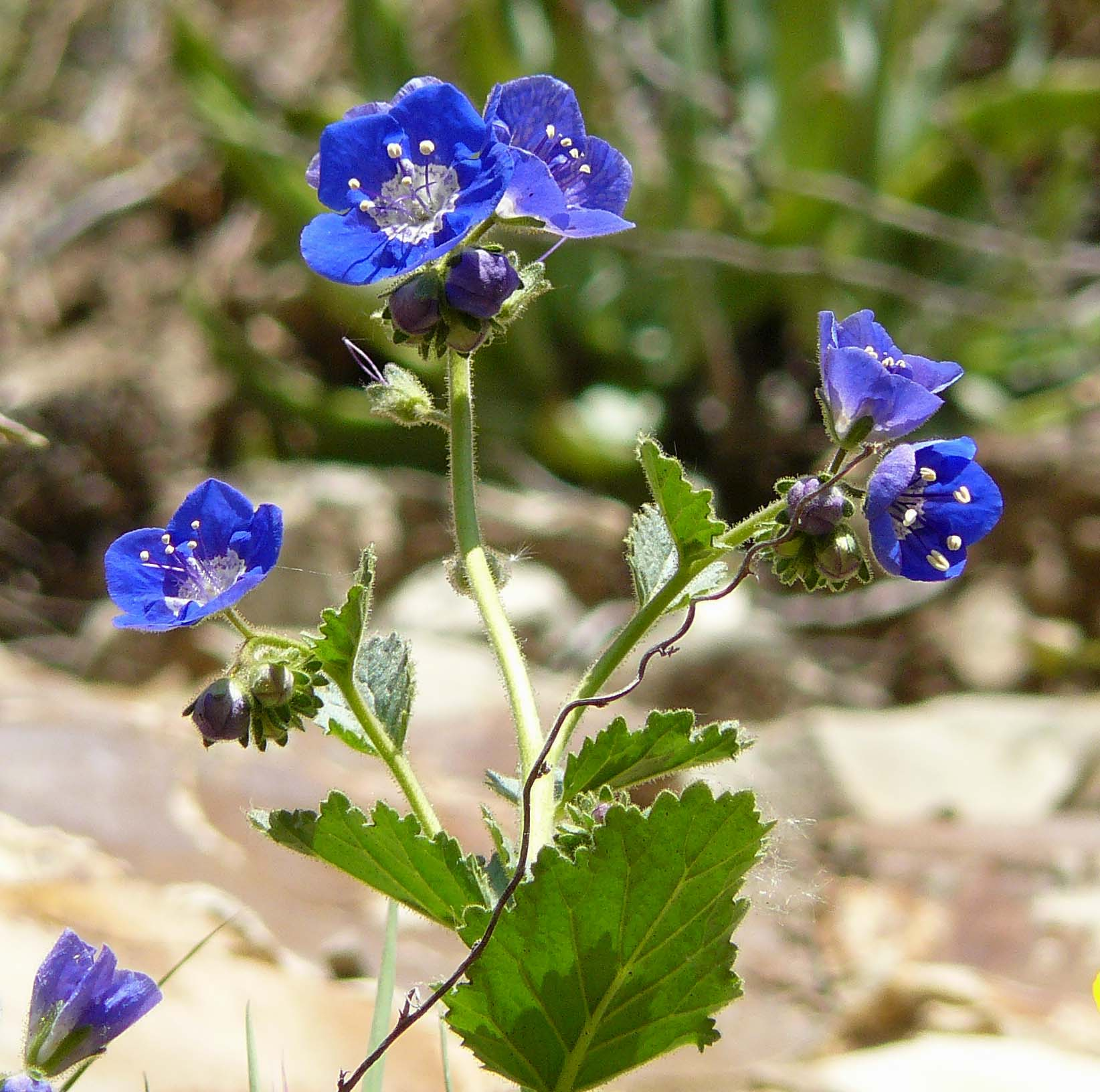
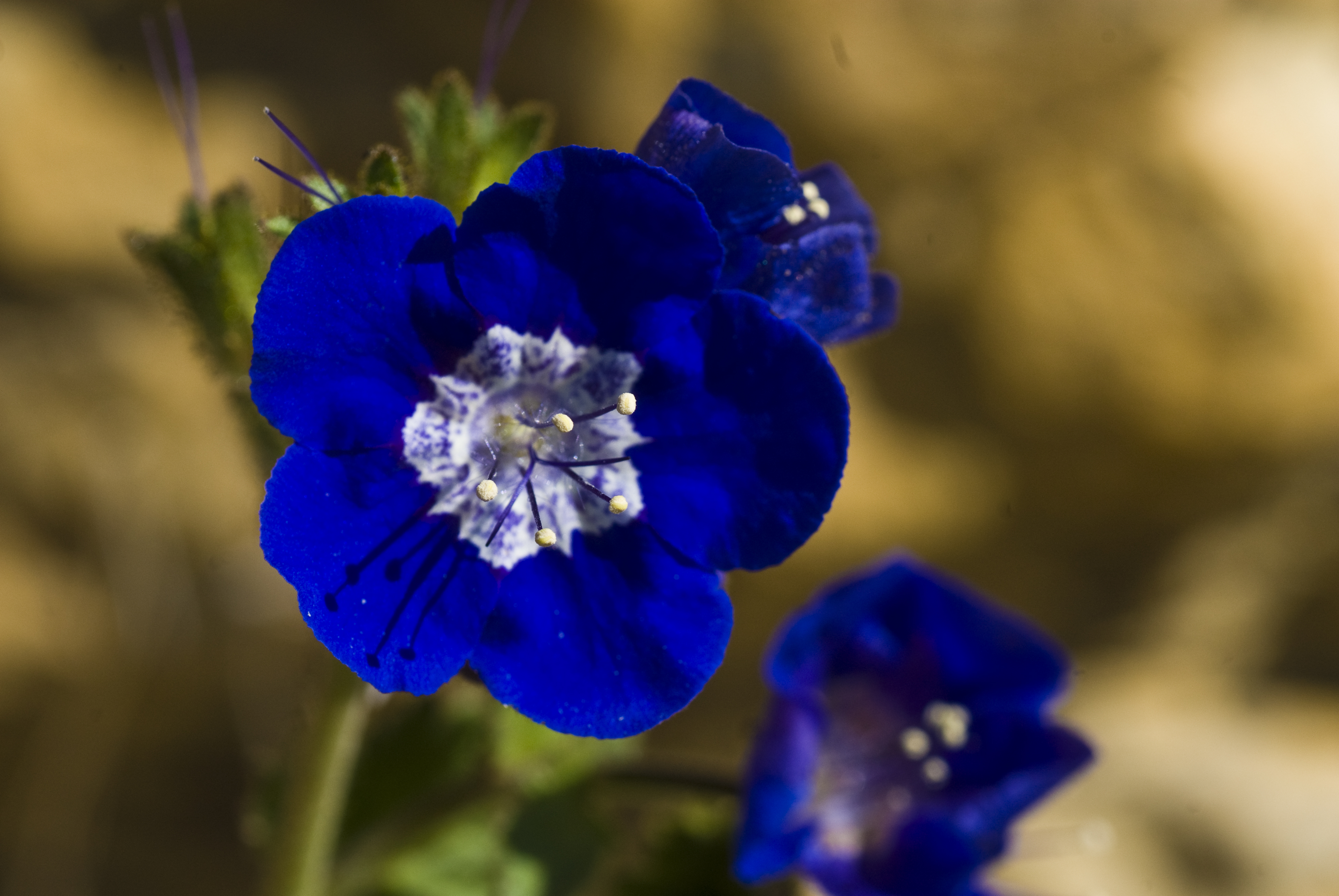
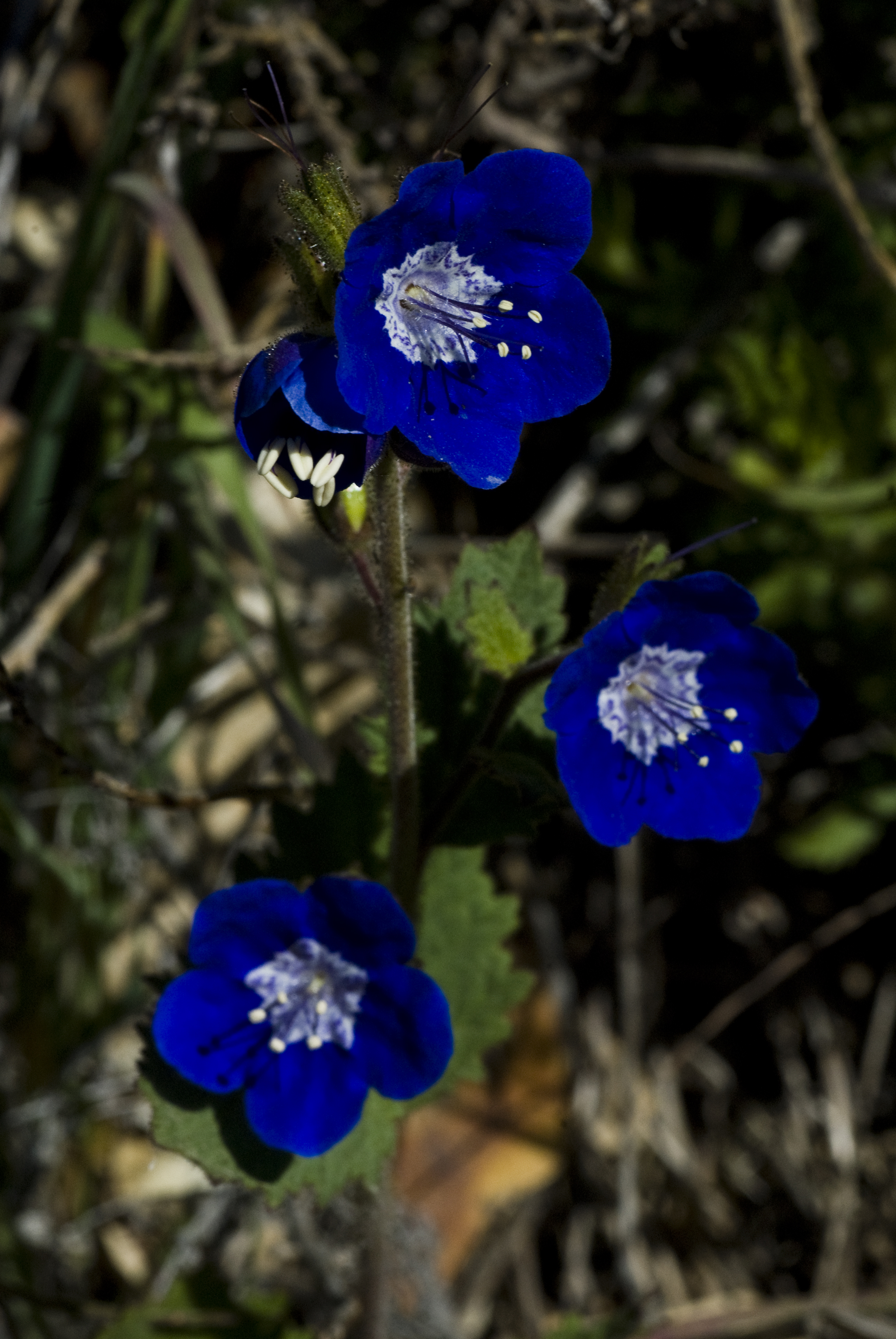
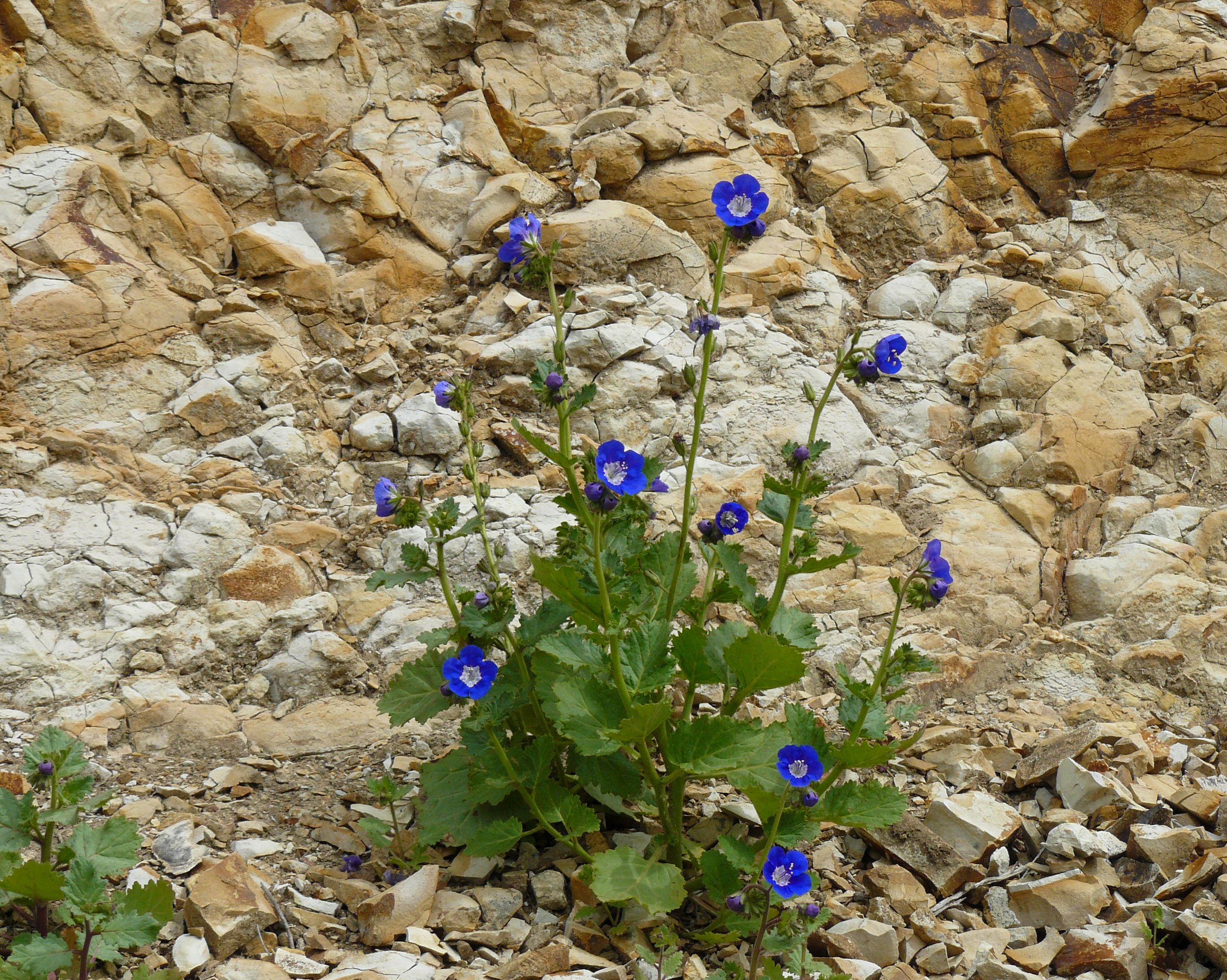